# Idaea neanica
Idaea neanica är en fjärilsart som beskrevs av Louis Beethoven Prout 1938. Idaea neanica ingår i släktet Idaea och familjen mätare. Inga underarter finns listade i Catalogue of Life.